# Kecamatan Cukuhbalak
Kecamatan Cukuhbalak är ett distrikt i Indonesien.   Det ligger i provinsen Lampung, i den västra delen av landet, 210 km väster om huvudstaden Jakarta.